# Alfonso Silva
Alfonso Silva Placeres (Las Palmas de Gran Canaria, 19 marzo 1926 – Costanza, 16 febbraio 2007) è stato un calciatore spagnolo, di ruolo centrocampista. Gli è stato intitolato l'omonimo stadio di Las Palmas de Gran Canaria.

## Carriera

### Club
Durante la sua carriera, durata dal 1946 al 1959, ha giocato con Atlético Madrid e Las Palmas.

### Nazionale
Conta 5 presenze ed una rete con la Nazionale spagnola.

## Palmarès

### Club

#### Competizioni nazionali
- Campionato spagnolo: 2

Atlético Madrid: 1949-1950, 1950-1951
- Coppa Eva Duarte: 1

Atlético Madrid: 1951